# Кампу-ди-Марти (аэропорт)
Аэропорт Кампу-ди-Марти (от латинск. языка Campus Martius что означает Марсово поле) (порт. Aeroporto Campo de Marte) (Код ИАТА: SBMT) — первый аэропорт города Сан-Паулу, расположенный в 6 км к северу от центра города, в районе субпрефектуры Сантана.
Аэропорт был открыт в 1920 году. Чтобы обеспечить неожиданно растущий пассажиропоток, и решить проблему наводнения у соседней реки Тиете, авиалиния VASP, когда-то базирующаяся там, была передана в 1936 году новому аэропорту, построенному той компанией в южном конце города — аэропорту Конгоньяс, который был первоначально известен как «Campo da VASP».
В 2008 году пропускная способность аэропорта составила 102 088 авиаперелётов и 269 498 пассажиров, тем самым Кампу-ди-Марти занял 5-е место в списке самых загруженных аэропорт в Бразилии с точки зрения авиаперелётов .
На территории аэропорта размещаются лётные школы, вертолёты, а также выполняются нерегулярные рейсы.
Управляется компанией Infraero.

## Авиалинии и направления
В настоящее время никакие регулярные рейсы не производятся.